# Distretto di Gazimağusa
Il distretto di Gazimağusa è un distretto dello stato de facto di Cipro del Nord. È diviso in tre sotto-distretti: Sottodistretto di Mağusa, Sottodistretto di Akdoğan e Sottodistretto di Geçitkale. La sua capitale è Famagosta (in turco Gazimağusa).
La sua popolazione era di 69.838 abitanti nel censimento del 2011. L'attuale governatore è Beran Bertuğ. Il distretto di İskele è stato separato dal distretto di Gazimağusa nel 1998.